# Cunac
Cunac is een gemeente in het Franse departement Tarn (regio Occitanie) en telt 1146 inwoners (1999). De plaats maakt deel uit van het arrondissement Albi.

## Geografie
De oppervlakte van Cunac bedraagt 6,4 km², de bevolkingsdichtheid is 179,1 inwoners per km².

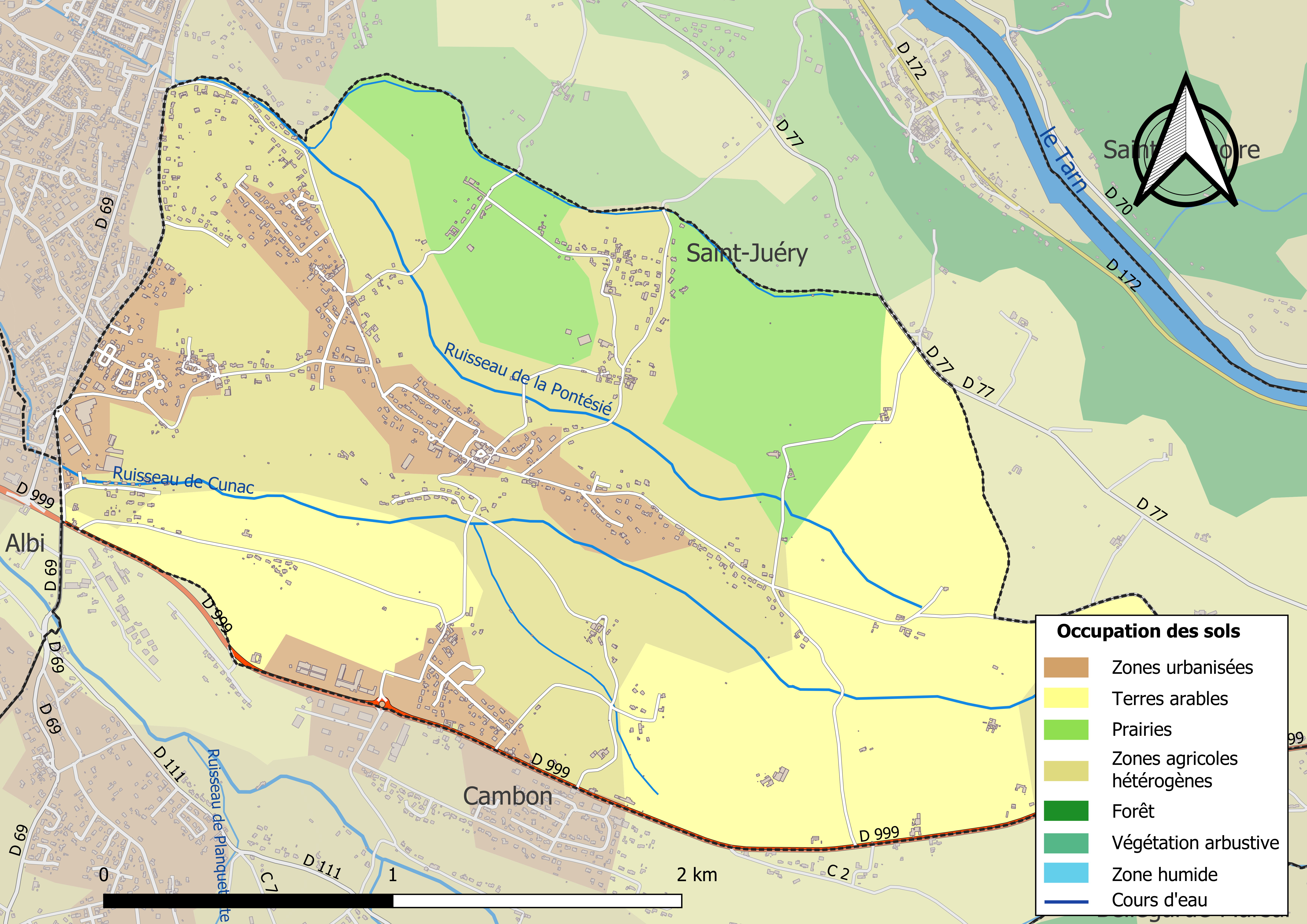
Kaart van de gemeente met de belangrijkste infrastructuur, bodemgebruik en omliggende gemeenten

## Demografie
Onderstaande figuur toont het verloop van het inwonertal (bron: INSEE-tellingen).